# جمال الشرع
جمال الشرع هو شقيق الرئيس السوري أحمد الشرع الذي يتولى رئاسة سوريا منذ يناير 2025. عُرف جمال الشرع بصفته شيخاً عشائرياً في محافظة دير الزور، وبرز اسمه إعلامياً بعد ظهوره العلني في 17 أبريل 2025 برفقة وزير الثقافة السوري محمد ياسين صالح في فعالية اجتماعية بمضافة المرسومي بدير الزور.

## دوره السياسي
في 20 أبريل 2025، أصدرت رئاسة الجمهورية العربية السورية بياناً أكدت فيه أن جمال الشرع:
- لا يشغل أي منصب رسمي في مؤسسات الدولة.
- لا يتمتع بأي امتيازات حكومية أو خاصة.
- حضر الفعالية بصفته شخصاً عادياً بدعوة من الجهة المنظمة.[2]